# Kilianstein

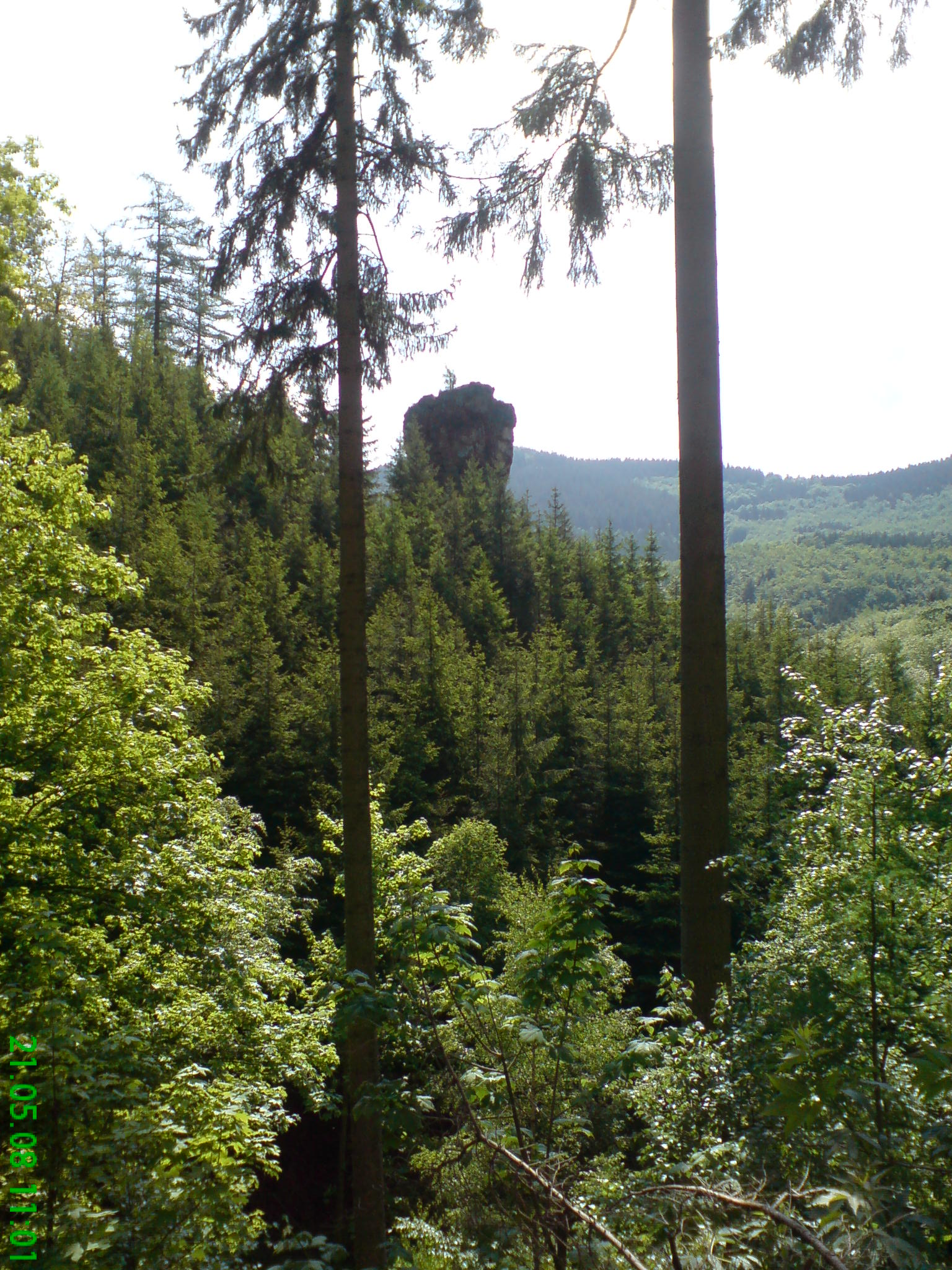
Kilianstein

Kilianstein ist der Name einer freistehenden Felsnadel am Hopfenberg im östlichen Teil des Sembachtal, etwa 800 Meter östlich der (oberen) Ortslage  Winterstein am  Nordhang des Thüringer Waldes.
Der etwa 15 Meter hohe Fels befindet sich in einer Höhe von etwa 500 m ü. NN. Er besteht aus relativ brüchigem Quarzporphyr, wird eher selten von Sportkletterern besucht. Mehrere Wege sind ausgeschildert, am Fels sind Routen eingerichtet, auf dem Turm befindet sich ein Gipfelbuch.
Die in dieser Gegend recht ungewöhnliche Form des Felsen regte schon vor Jahrhunderten die Phantasie der einfachen Leute an, diese verband oft unverständliche Erscheinungen und rätselhafte Orte mit dem Wirken des Teufels. Laut einer Wintersteiner Sage entstand dieser Fels, als vor Zeiten der Teufel hier seinen Wanderstab vor Wut über die Erfolge des in die Gegend entsendeten Missionars Sankt Kilian in die Erde rammte, wobei die Spitze des Wanderstabes dort stecken blieb.